# Тунши
Тунши  (кит. 通史, «сводная история», comprehensive history) — понятие китайской историографии, характеризующее жанр исторической литературы отличной от династийной истории и летописи.  Описывается история различных эпох от древних времен до современности. Тунши предполагает непрерывное изучение исторических событий, а не только в отдельной эпохе. Применяется как при изучении истории всего мира, так и в отношении, например, истории только Китая. 
Цинский историк Чжан Сюэчэн считал, что тунши имеет ряд преимуществ, в том числе возможность анализа повторений и определение, что правильно, а что нет. Гу Цзеган отмечал, что многие сочинения тунши однообразны, заимствуют друг у друга, перечисляют исторические факты без понимания. Исследователь Ян Куйсун также считал, что написание тунши чрезвычайно сложно, подготовка и владение материалом должны быть невероятно  высокими. 
В некотором смысле, одной из первых сводных историй Китая являются «Исторические записки» Сыма Цяня; сам термин, однако, использован ещё в правление Лян У-ди (на троне 502—549 годы). 

## См.также
- История Китая